# Liste der Moscheen in Banja Luka
Die Liste der Moscheen in Banja Luka führt alle aktuell bestehenden 16 Moscheen in Banja Luka in Bosnien und Herzegowina auf. Weitere 30 Moscheen verschwanden in der Zeit der Zugehörigkeit zu Jugoslawien im 20. Jahrhundert.

## Liste
| Name                                        | Bosnischer Name                                                           | Stadtteil                     | Lage | Bild    | Baujahr    | Zerstörung                                   | Bemerkungen |
| ------------------------------------------- | ------------------------------------------------------------------------- | ----------------------------- | ---- | ------- | ---------- | -------------------------------------------- | --- |
| Arnaudija-Moschee (Defterdar-Moschee)       | Arnaudija džamija (Džamija Hasana defterdara; Defterdarija džamija)       | Centar (Donji Šeher)          | ⊙    | 2020    | 1594–1595  | Am 7. Mai 1993 gesprengt, dann abgerissen.   | Wiederaufbau weitgehend abgeschlossen, Wiedereröffnung 7. Mai 2024.                                                                                              |
| Ferhadija-Moschee (Ferhat-Pascha-Moschee)   | Ferhat-pašina džamija                                                     | Centar (Donji Šeher)          | ⊙    | 2019    | 1579       | Am 7. Mai 1993 gesprengt, dann abgerissen.   | Wiederaufgebaut und am 7. Mai 2016 eröffnet. |
| Sefer-Beg-Moschee (Pećine-Moschee)          | Sefer-begova džamija (Potpećinska džamija)                                | Kočićev Vijenac (Pećine)      | ⊙    | 2008    | 1618       | Am 9. April 1993 angezündet.                 | Wiederaufgebaut und 2004 eröffnet. |
| Jama-Moschee (Sofi-Mehmed-Pascha-Moschee)   | Jama džamija (Sofi Mehmed-pašina džamija)                                 | Srpske Toplice (Gornji Šeher) | ⊙    | 2010    | 1555       | Am 4. Juli 1993 gesprengt, dann abgerissen.  | Wie schon nach der Zerstörung durch die Österreich E. 17. Jh. und nach dem Erdbeben von 1969 auch nach der von 1993 wiederaufgebaut. Wiedereröffnung: 2006.      |
| Potok-Moschee (Hadschi-Perviz-Moschee)      | Potočka džamija (Hadži-Pervizova džamija)                                 | Obilićevo (Potok)             | ⊙    | 2011    |            | 6. September 1993 angezündet.                | Wiederaufgebaut. Wiedereröffnung im Juli 2011. |
| Gazanferija-Moschee                         | Gazanferija džamija, Gazanfer-begova džamija                              | Obilićevo (nahe Mala čaršija) | ⊙    | um 2020 | E. 16. Jh. | Am 4. Juli 1993 gesprengt, dann abgerissen.  | Besaß ursprünglich vermutlich eine Steinkuppel, dann ein Holzdach. Wiederaufgebaut.                                                                              |
| Hadschi-Begzad-Moschee (Grab-Moschee)       | Hadži-Begzadova džamija (Grapska džamija)                                 | Grab (Gornji Šeher)           | ⊙    | 2008    | 1528       | Am 4. Juli 1993 gesprengt, dann abgerissen.  | Nach dem Erdbeben von 1969 wurde die alte Moschee mit Holzminarett abgerissen und durch einen Neubau aus Beton ersetzt. – Wiederaufgebaut. Wiedereröffnung 2008. |
| Mehdi-Beg-Imamović-Moschee (Hiseta-Moschee) | Mehdi-bega Imamovića džamija (Mahdibegija, Hisečka džamija)               | Hiseta                        | ⊙    | 2008    | 1630       | Am 4. Juli 1993 gesprengt, dann abgerissen.  | Wiederaufgebaut. |
| Vrbanja-Moschee                             | Vrbanjska džamija                                                         | Vrbanja                       | ⊙    | um 2010 | 17. Jh.    | Am 11. Mai 1993 abgerissen.                  | Wiederaufgebaut. Wiedereröffnung 2003. |
| Hadschi-Osman-Beg-Moschee (Tale-Moschee)    | Hadži Osmanbega džamija (Osmanija džamija, Talih džamija, Talina džamija) | Pobrđe                        | ⊙    | 2009    | um 1600    | Am 8. September 1993 angezündet.             | Budalina Tale war Opfer eines Aufstands. Wiederaufgebaut. |
| Hadschi-Omer-Moschee (Dolac-Moschee)        | Hadži Omerova džamija (Dolačka džamija)                                   | Dolac                         | ⊙    | 2019    | 1686       | Am 9. September 1993 angezündet.             | Wiederaufgebaut und 2007 eröffnet. |
| Hadschi-Salih-Moschee (Stupnica-Moschee)    | Džamija Hadži Saliha (Hadži Salihova džamija, Stupnička džamija)          | Stupnica                      | ⊙    | um 2020 | 1595       | Am 9. September 1993 angezündet.             | Wiederaufgebaut und 2008 eröffnet. |
| Hadschi-Kurd-Moschee                        | Hadži Kurd džamija, Hadži-Kurtova džamija                                 | Lijeva Novoselia              | ⊙    | um 2008 | 17. Jh.    | Am 14. Juli 1993 gesprengt, dann abgerissen. | Wiederaufgebaut. Wiedereröffnung 2009. |
| Hadschi-Zulfikar-Moschee (Tulek-Moschee)    | Hadži Zulfikareva džamija (Tulekova džamija)                              | Lijeva Novoselia              | ⊙    | 2008    | 1760       | Am 17. Mai 1993 angezündet.                  | Wiederaufgebaut. Wiedereröffnung 2005. |
| Hadschi-Schabanova-Moschee                  | Hadži Šabanova džamija                                                    | Desna Novoselia               | ⊙    | um 2009 | 17. Jh.    | Am 14. Juli 1993 abgerissen.                 | Wiederaufgebaut. Wiedereröffnung 2003. |
| Behram-Efendi-Moschee                       | Behram-efendijina džamija                                                 | Desna Novoselia               | ⊙    | um 2009 | 1560       | Am 26. Mai 1993 angezündet.                  | Wiederaufgebaut. Wiedereröffnung 2006. |